# 音リコ!
音リコ!（おとリコ!）は、2007年10月から放送されていた読売テレビ（ytv）制作の音楽バラエティ番組。
読売テレビでは、2007年10月4日から毎週木曜日深夜（金曜日未明）24:29～24:59（JST）に放送で、日本テレビは、同年10月8日から毎週月曜日深夜（火曜日未明）25:29～25:59の放送に決まった（前番組は3日先行放送だったが、4日遅れになるため）。2008年3月いっぱいで終了した。

## 内容
- 架空のサロンを舞台に、ココリコがアーティストとトークをする音楽番組。また若手芸人が楽器や歌など“音”を使ってネタを披露する企画も。

## 出演

### 司会
- ココリコ
  - 遠藤章造
  - 田中直樹

### アシスタント
- 矢吹春奈

## スタッフ
- 構成 : 小笠原英樹、長谷川朝二、鈴木しげき
- TP : 長瀧淳子
- SW : 高田治
- CAM : 遠山康之
- VE : 谷古宇利勝
- 音声 : 加瀬悦史
- 照明 : 香川和代
- VTR編集 : 西山一成、与那嶺涼、吉村崇
- MA : 民幸之助
- 音響効果 : 井上尚昭
- 美術プロデューサー : 永田勝明
- セットデザイン : 別所晃吉
- 美術進行 : 今井隆之
- CG : テクノシード
- スタイリスト : 中山美和、小林久美
- ヘアメイク : TEES
- 番組宣伝 : 丸谷忍・川合アンナ（読売テレビ）
- AP : 望月靖子（CELL）
- ディレクター : 荷見基成・田中暁史（CELL）
- 演出 : 深沢一浩〔通称：深沢ボン〕（CELL）
- プロデューサー : 西田二郎・岡本浩一（読売テレビ）、田島雄一（よしもとクリエイティブ・エージェンシー）、柳生昌也（CELL）
- チーフプロデューサー : 武野一起（読売テレビ）
- 機材協力 : JOYSOUND
- 技術協力 : ニユーテレス、プログレッソ、テクノマックス、IMAGICA、TSP
- 美術協力 : フジアール
- 収録スタジオ : 東京タワー芝公園スタジオ
- スタッフ協力 : CELL
- 制作協力 : 吉本興業
- 制作著作 : 読売テレビ

| 日本テレビ 月曜日25:29～25:59枠        | 日本テレビ 月曜日25:29～25:59枠 | 日本テレビ 月曜日25:29～25:59枠 |
| 前番組                                 | 番組名                          | 次番組                          |
| -------------------------------------- | ------------------------------- | ------------------------------- |
| 月曜映画 ※25：59に繰り下げ             | 音リコ!                         | MMM                             |
| 読売テレビ（ytv） 木曜日深夜24時台後半 |                                 |                                 |
| MusiG                                  | 音リコ!                         | 音笑!ミックスジュース           |